# Port lotniczy Frankfurt

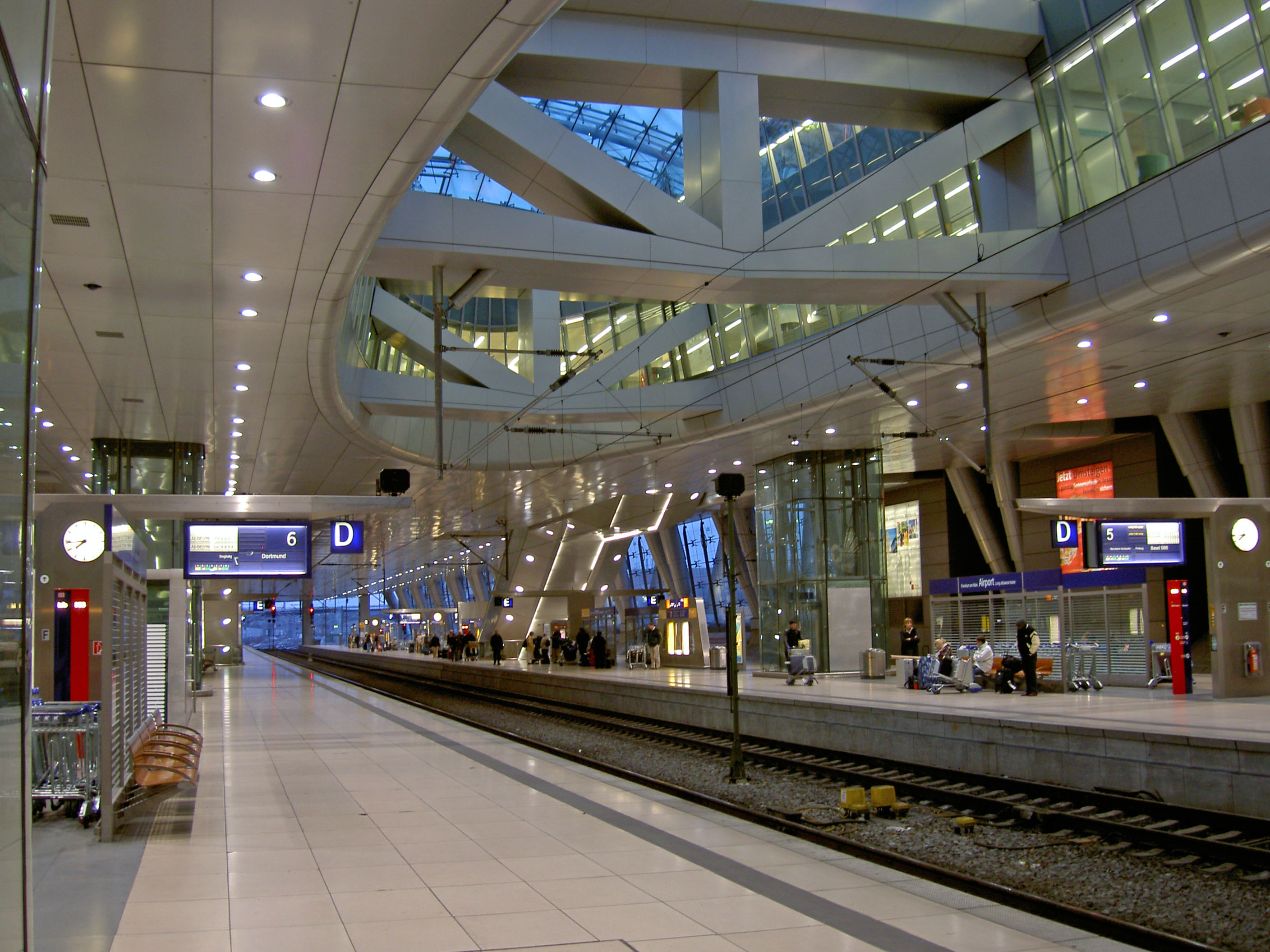
Wnętrze dalekobieżnego dworca kolejowego w porcie lotniczym we Frankfurcie nad Menem

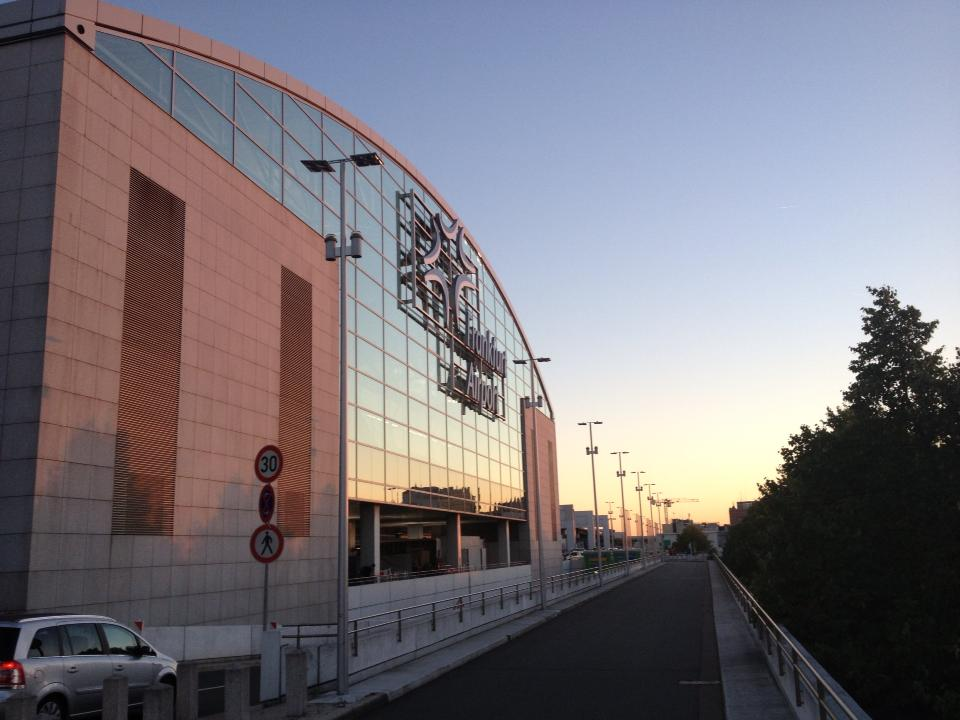
Terminal 2 na lotnisku we Frankfurcie nad Menem

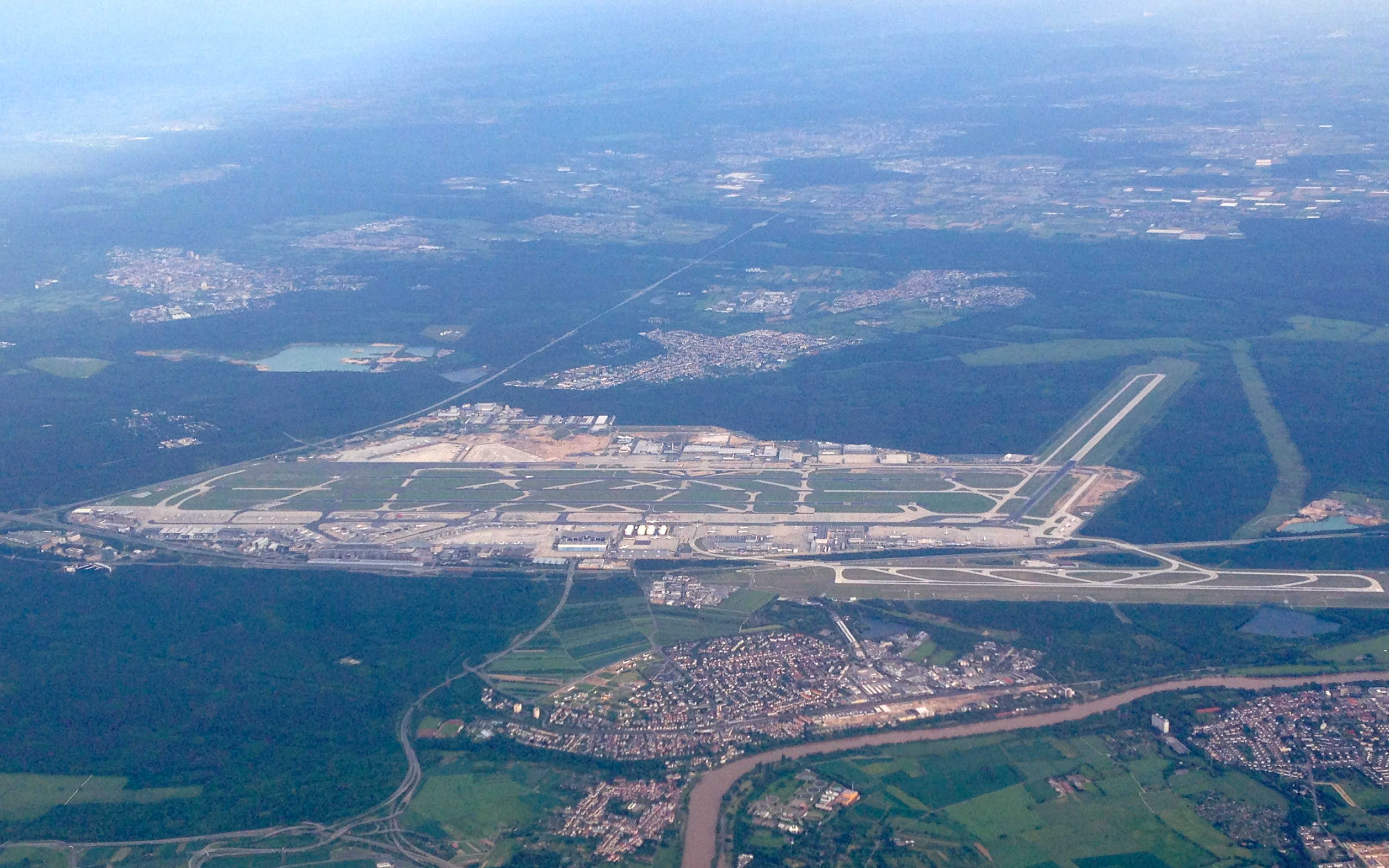
Widok na lotnisko z lotu ptaka

Port lotniczy Frankfurt (ang.: Frankfurt Airport, niem.: Flughafen Frankfurt Main, IATA: FRA, ICAO: EDDF) – główny międzynarodowy port lotniczy w Niemczech, usytuowany we Frankfurcie nad Menem, w dzielnicy Flughafen. Operatorem zarządzającym portem jest spółka Fraport.

## Historia
Obiekt w obecnej lokalizacji został oficjalnie otwarty 8 lipca 1936 jako port sterowców i lotnisko Ren-Men (niem.: Flug-und Luftschiffhafens Rhein-Main). W pierwszym roku działalności port obsłużył 58 tys. pasażerów, a w 1937 już 70 tys. Przed II wojną światową lotnisko obsługiwane było przez 27 linii lotniczych, które łączyły Frankfurt z większością większych miast europejskich. Na lotnisku stacjonowały sterowce LZ 127 Graf Zeppelin oraz LZ 129 Hindenburg. Hindenburg spłonął podczas podejścia do lądowania na lotnisku w Lakehurst w USA, co doprowadziło do wycofania sterowców z użytku turystycznego. W 1940 zburzono dwa hangary, które były dla nich przeznaczone.
W trakcie wojny lotnisko było wykorzystywany wyłącznie do celów wojskowych i znajdowało się pod kontrolą Luftwaffe. Od 1944 siły alianckie zrzuciły na płytę i obiekty lotniska około 2000 bomb, zaś w marcu 1945, na krótko przed wycofaniem się, oddziały Wermachtu wysadziły w powietrze pozostałe budynki, w tym składy paliwa. 25 marca 1945 wojska amerykańskie wkroczyły na teren lotniska. Latem tego samego roku zbudowały one betonowy pas startowy o długości 1800 metrów i szerokości 45 metrów, który stał się poprzednikiem dzisiejszego południowego pasa startowego 07R/ 25L.
W 1948, podczas pierwszego kryzysu berlińskiego, lotnisko we Frankfurcie odegrało kluczową rolę w zapewnieniu mostu powietrznego do Berlina ramach Operacji Vittles. Z Rhein-Main startowały samoloty dostarczające zaopatrzenie do zachodniego Berlina, który był odcięty przez radziecką blokadę. W ramach tej operacji lotnisko obsłużyło tysiące lotów transportowych, co umocniło jego znaczenie strategiczne.
W 1957 lotnisko we Frankfurcie osiągnęło liczbę 960 tys. odprawionych pasażerów, ustępując w RFN jedynie lotniskom Berlina Zachodniego (łącznie ponad 1 milion).

## Terminale pasażerskie
Lotnisko we Frankfurcie posiada dwa duże terminale składające się łącznie z pięciu hal, terminalu dla prywatnych samolotów i mały terminal dla pasażerów pierwszej klasy Lufthansy. Obecnie na południe od istniejących terminali budowany jest trzeci duży terminal pasażerski, którego otwarcie planowane jest na 2026.
Od 1994 roku między terminalami na lotnisku we Frankfurcie kursuje automatyczna kolejka SkyLine. Trasa o długości 3,8 km obejmuje cztery przystanki, a każdy odcinek pokonywany jest w 90 sekund. W związku z budową Terminala 3 linia przechodzi modernizację i rozbudowę, a po zakończeniu prac będzie osiągać prędkość do 80 km/h i pokonywać całą trasę w 8 minut.

### Terminal 1
Terminal 1 jest starszym i większym z dwóch terminali pasażerskich. Otwarty w 1972, był kilkakrotnie powiększany, a obecnie podzielony jest na cztery hale (A, B, C i Z), jego przepustowość wynosi około 50 milionów pasażerów rocznie. Budynek terminala posiada trzy poziomy: na najwyższym zlokalizowany jest poziom odlotów z punktami odprawy, na środkowym poziom przylotów z obszarem odbioru bagażu i dworcem autobusowym, a najniższy poziom to przestrzeń dystrybucyjna, która zapewnia dostęp do stacji kolejowej oraz parkingów. Terminal posiada łącznie 103 bramki, w tym 53 wyposażonych w rękawy pasażerskie. Hala Z oddana do użytku w 2012 przeznaczona jest wyłącznie dla lotów poza strefę Shengen.
W latach 2006-2009 przeprowadzono gruntowną modernizację Terminalu 1. Hala C została rozbudowana o dodatkowy budynek, zwiększając przepustowość o cztery miliony pasażerów rocznie. Rozszerzono także przejście między Terminalem 1 a Terminalem 2, aby pomieścić dodatkowe stanowiska dla Airbusa A380. W Hali B zmodernizowano bramki, dostosowując je do wymogów bezpieczeństwa i przepisów unijnych. We wszystkich halach terminala powstały nowe przestrzenie handlowe i gastronomiczne, a przedłużenie hali A umożliwiło dodanie nowych pasów kontrolnych, odciążając istniejące punkty kontroli bezpieczeństwa.
Z Terminalu 1 korzystają przede wszystkim Lufthansa oraz jej spółki zależne (min. Austrian Airlines, Brussels Airlines i Swiss), a także inni członkowie sojuszu Star Alliance, w tym m.in. Air China, LOT, Singapore Airlines, TAP oraz United Airlines.

### Terminal 2
Terminal 2, otwarty w 1994, ma przepustowość wynoszącą 15 milionów pasażerów rocznie. Podzielony jest na dwie hale: D i E, i wyposażony w 42 bramki. Terminal ten jest przystosowany do obsługi dużych samolotów szerokokadłubowych, takich jak Airbus A380.
Z terminalu korzystają głównie linie z sojuszy Oneworld (min. American Airlines, British Airways, Qatar Airways) oraz SkyTeam (min. Air France, Delta, KLM, Saudia). Terminal obsługuje również linie lotnicze, które nie są zrzeszone w żadnym z głównych sojuszy.
W 2026 roku planowane jest tymczasowe zamknięcie Terminalu 2 na okres około trzech lat w celu przeprowadzenia gruntownego remontu. Operacje lotnicze obsługiwane dotychczas przez Terminal 2 zostaną przeniesione do nowo otwartego Terminalu 3.

### Terminal 3
Budowa Terminala 3 rozpoczęła się w październiku 2015, a jego otwarcie planowane jest na 2026. Terminal zlokalizowany jest na południe od istniejących dwóch głównych terminali, na miejscu dawnej bazy wojskowej amerykańskich sił powietrznych. 
Terminal 3 ma na celu znaczące zwiększenie przepustowości lotniska, z planowaną obsługą do 19 milionów pasażerów rocznie w początkowej fazie, z możliwością dalszej rozbudowy. Pierwsza faza obejmuje budowę trzech hal: G, H i J. Docelowo pierwsza z hal przeznaczona będzie dla tanich linii lotniczych, druga będzie obsługiwać loty do krajów strefy Shengen, a trzecia poza nią.

## Linie lotnicze i połączenia
| Linia lotnicza             | Kierunek |
| -------------------------- | --- |
| Aegean Airlines            | 1. Ateny 2. Saloniki Sezonowo: 1. Heraklion |
| Aer Lingus                 | 1. Dublin |
| Air Algerie                | 1. Algier |
| Air Astana                 | 1. Ałmaty (od 1 czerwca 2025) 2. Astana 3. Uralsk |
| Air Cairo                  | 1. Hurghada 2. Marsa Alam 3. Szarm el-Szejk |
| Air Canada                 | 1. Montreal-Trudeau 2. Toronto-Pearson Sezonowo: 1. Vancouver |
| Air China                  | 1. Pekin 2. Chengdu-Tianfu 3. Szanghaj-Pudong 4. Shenzhen |
| Air Dolomiti               | 1. / Bazylea 2. Billund 3. Bordeaux 4. Florencja 5. Graz 6. Kalmar 7. Londyn-City 8. Luksemburg 9. Lyon 10. Mediolan-Linate 11. Mediolan-Malpensa 12. Triest 13. Turyn 14. Werona 15. Wrocław 16. Zurych Sezonowo: 1. Bolonia 2. Figari (od 17 maja 2025) 3. Innsbruck 4. Piza |
| Air Europa                 | 1. Madryt |
| Air France                 | 1. Paryż-Charles de Gaulle |
| Air India                  | 1. Delhi 2. Mumbaj |
| Air Serbia                 | 1. Belgrad |
| airBaltic                  | 1. Ryga |
| AJet                       | 1. Ankara 2. Stambuł-Sabiha Gökçen Sezonowo: 1. Antalya |
| All Nippon Airways         | 1. Tokio-Haneda |
| American Airlines          | 1. Charlotte 2. Dallas-Fort Worth |
| Asiana Airlines            | 1. Seul-Inczon |
| Austrian Airlines          | 1. Linz 2. Wiedeń |
| Azores Airlines            | 1. Ponta Delgada |
| British Airways            | 1. Londyn-City 2. Londyn-Heathrow |
| Brussels Airlines          | 1. Bruksela |
| Bulgaria Air               | 1. Sofia Sezonowo: 1. Warna |
| Cathay Pacific             | 1. Hongkong |
| China Airlines             | 1. Tajpej |
| China Eastern Airlines     | 1. Hangzhou 2. Szanghaj-Pudong |
| China Southern Airlines    | 1. Changchun 2. Guangzhou 3. Shenyang |
| Condor                     | 1. Bangkok-Suvarnabhumi 2. Barbados 3. Berlin 4. Cancun 5. Fuerteventura 6. Madera 7. Gran Canaria 8. Hamburg 9. Hurghada 10. Johannesburg 11. Lanzarote 12. Los Angeles 13. Mauritius 14. Mediolan-Malpensa 15. Miami 16. Monachium 17. Montego Bay 18. Nowy Jork-JFK 19. Paryż-Charles de Gaulle 20. Phuket 21. Praga 22. Puerto Plata 23. Punta Cana 24. Rzym-Fiumicino 25. Santo Domingo 26. Seattle-Tacoma 27. Teneryfa-Południe 28. Toronto-Pearson 29. Wiedeń 30. Zurych Sezonowo: 1. Agadir 2. Alicante 3. Anchorage 4. Antalya 5. Antigua 6. Baltimore 7. Boston 8. Calgary 9. Kapsztad 10. Chania 11. Korfu 12. Edmonton 13. Faro 14. Giza 15. Grenada 16. Halifax 17. Heraklion 18. Ibiza 19. Jerez 20. Kalamata 21. Kawala 22. Kefalonia 23. Kos 24. Lamezia Terme 25. La Palma 26. Larnaka 27. Las Vegas 28. Mahé 29. Malaga 30. Male 31. Miami 32. Minneapolis-St. Paul 33. Mombasa 34. Nicea 35. Olbia 36. Palma de Mallorca 37. Phoenix-Sky Harbor 38. Portland (OR) 39. Preweza 40. Rijeka 41. Samos 42. San Antonio 43. San Francisco 44. San Jose del Cabo 45. Split 46. Tbilisi 47. Tobago 48. Vancouver 49. Erywań 50. Zakintos 51. Zanzibar Sezonowe czartery: 1. Abu Zabi |
| Corendon Airlines          | Sezonowo: 1. Antalya 2. Izmir |
| Croatia Airlines           | 1. Dubrownik 2. Split 3. Zagrzeb Sezonowo: 1. Pula |
| Delta Air Lines            | 1. Atlanta 2. Detroit 3. Nowy Jork-JFK |
| Discover Airlines          | 1. Calgary 2. Fort Myers 3. Fuerteventura 4. Madera 5. Gran Canaria 6. Hurghada 7. Lanzarote 8. Larnaka (od 26 października 2025) 9. Marrakesz 10. Marsa Alam 11. Minneapolis-St. Paul 12. Orlando 13. Filadelfia 14. Tampa 15. Teneryfa-Południe 16. Windhuk Sezonowo: 1. Alesund 2. Alta 3. Anchorage 4. Antalya 5. Barbados 6. Barcelona 7. Bari 8. Bodrum 9. Burgas 10. Cancún 11. Chania 12. Korfu 13. Dżerba 14. Dubrownik 15. Halifax 16. Harstad/Narwik 17. Heraklion 18. Ibiza 19. Jerez 20. Kalamata (od 29 czerwca 2025) 21. Kawala 22. Kefallinia (od 26 maja 2025) 23. Kittilä 24. Kos 25. La Palma 26. Las Vegas 27. Mahe (od 26 października 2025) 28. Mauritius 29. Menorka 30. Mombasa 31. Monastyr 32. Montpellier 33. Mykonos 34. Palma de Mallorca 35. Porto Santo 36. Preweza 37. Pula 38. Punta Cana 39. Rodos 40. Santorini 41. Skiathos 42. Split 43. Tulum 44. Warna 45. Victoria Falls 46. Zadar 47. Zakintos 48. Zanzibar Sezonowe czartery: 1. Jönköping 2. La Romana 3. Savonlinna |
| easyJet                    | 1. Mediolan-Linate 2. Rzym-Fiumicino |
| EgyptAir                   | 1. Kair |
| El Al                      | 1. Tel Awiw |
| Emirates                   | 1. Dubaj |
| Ethiopian Airlines         | 1. Addis Abeba |
| Etihad Airways             | 1. Abu Zabi |
| Eurowings                  | 1. / Prisztina |
| Finnair                    | 1. Helsinki |
| FlyErbil                   | 1. Irbil |
| Gulf Air                   | 1. Bahrajn |
| HiSky                      | 1. Bukareszt 2. Kiszyniów |
| Iberia                     | 1. Madryt |
| Icelandair                 | 1. Reykjavík-Keflavík |
| Iraqi Airways              | 1. Bagdad 2. Irbil 3. Sulajmanijja |
| ITA Airways                | 1. Rzym-Fiumicino |
| Japan Airlines             | 1. Tokio-Narita |
| KLM                        | 1. Amsterdam |
| Korean Air                 | 1. Seul-Inczon |
| Kuwait Airways             | 1. Kuwejt |
| LATAM Brasil               | 1. São Paulo-Guarulhos |
| LOT                        | 1. Warszawa-Chopin |
| Lufthansa                  | 1. Abudża 2. Agadir 3. Algier 4. Alicante 5. Ałmaty 6. Amman 7. Amsterdam 8. Astana 9. Ateny 10. Atlanta 11. Austin 12. Baku 13. Bangalore 14. Bangkok-Suvarnabhumi 15. Barcelona 16. Bari 17. / Bazylea 18. Bejrut 19. Belfast-City 20. Belgrad 21. Bergen 22. Berlin 23. Bilbao 24. Billund 25. Birmingham 26. Bogota 27. Bolonia 28. Bordeaux 29. Boston 30. Brema 31. Bristol 32. Bruksela 33. Bukareszt 34. Budapeszt 35. Buenos Aires-Ezeiza 36. Bydgoszcz 37. Kair 38. Cancún 39. Kapsztad 40. Casablanca 41. Katania 42. Ćennaj 43. Chicago-O’Hare 44. Kiszyniów 45. Kopenhaga 46. Dallas-Fort Worth 47. Dammam 48. Delhi 49. Denver 50. Detroit 51. Drezno 52. Dubaj 53. Dublin 54. Düsseldorf 55. Edynburg 56. Faro 57. Madera 58. Gdańsk 59. Glasgow 60. Göteborg 61. Graz 62. Hamburg 63. Hanower 64. Helsinki 65. Hongkong 66. Houston-Intercontinental 67. Hajdarabad 68. Stambuł 69. Johannesburg 70. Katowice 71. Kraków 72. Lagos 73. Larnaka (do 25 października 2025) 74. Lipsk/Halle 75. Lizbona 76. Liverpool 77. Lublana 78. Londyn-City 79. Londyn-Gatwick 80. Londyn-Heathrow 81. Los Angeles 82. Luanda 83. Luksemburg 84. Lyon 85. Madryt 86. Malabo 87. Malaga 88. Male 89. Malta 90. Manchester 91. Marsylia 92. Meksyk 93. Miami 94. Mediolan-Linate 95. Mediolan-Malpensa 96. Mombasa 97. Mumbaj 98. Monachium 99. Münster/Osnabrück 100. Maskat 101. Nagoja 102. Nairobi 103. Nantes 104. Neapol 105. Newark 106. Newcastle 107. Nowy Jork-JFK 108. Nicea 109. Norymberga 110. Oslo-Gardermoen 111. Palermo 112. Palma de Mallorca 113. Pampeluna 114. Paryż-Charles de Gaulle 115. Port Harcourt 116. Porto 117. Poznań 118. Praga 119. Raleigh-Durham 120. Rennes 121. Reykjavík-Keflavík 122. Ryga 123. Rio de Janeiro-Galeão 124. Rijad 125. Rzym-Fiumicino 126. Rzeszów 127. Salzburg 128. San Francisco 129. San José 130. São Paulo-Guarulhos 131. Sarajewo 132. Seattle-Tacoma 133. Seul-Inczon 134. Sewilla 135. Szanghaj-Pudong 136. Singapur 137. Skopje 138. Sofia 139. Saint Louis 140. Stavanger 141. Sztokholm-Arlanda 142. Strasburg 143. Stuttgart 144. Sylt 145. Tallinn 146. Teheran-Imam Khomeini 147. Tel Awiw 148. Saloniki 149. Tirana 150. Tokio-Haneda 151. Toronto-Pearson 152. Tuluza 153. Tunis 154. Walencja 155. Vancouver 156. Wenecja 157. Wiedeń 158. Wilno 159. Warszawa-Chopin 160. Waszyngton-Dulles 161. Wrocław 162. Erywań 163. Zagrzeb 164. Zurych Sezonowo: 1. Asturia 2. Bastia 3. Biarritz 4. Cagliari 5. Chania 6. Cork 7. Dubrownik 8. Heraklion 9. Heringsdorf 10. Ibiza 11. Ivalo 12. Kos 13. Kuusamo 14. Lamezia Terme 15. Menorka 16. Montreal-Trudeau 17. Mykonos 18. Olbia 19. Pafos 20. Ponta Delgada 21. Pula 22. Rijeka 23. Rodos 24. Rovaniemi 25. Santiago de Compostela 26. Santorini 27. Split 28. Tivat 29. Tromsø 30. Zadar |
| MIAT Mongolian Airlines    | 1. Ułan Bator |
| Middle East Airlines       | 1. Bejrut |
| Nouvelair                  | 1. Dżerba 2. Monastyr 3. Tunis |
| Oman Air                   | 1. Maskat |
| Pegasus Airlines           | 1. Ankara 2. Antalya 3. Stambuł-Sabiha Gökçen Sezonowo: 1. Izmir |
| Qatar Airways              | 1. Doha |
| Royal Air Maroc            | 1. Casablanca 2. Nador |
| Royal Jordanian            | 1. Amman |
| Saudia                     | 1. Dżudda 2. Rijad |
| SAS                        | 1. Kopenhaga 2. Oslo-Gardermoen Sezonowo: 1. Sztokholm-Arlanda |
| Singapore Airlines         | 1. Nowy Jork-JFK 2. Singapur |
| Sky Express                | 1. Ateny |
| SriLankan Airlines         | 1. Kolombo |
| SunExpress                 | 1. Adana 2. Ankara 3. Antalya 4. Dalaman 5. Gazipaşa 6. Izmir Sezonowo: 1. Diyarbakır 2. Malatya 3. Giresun 4. Samsun |
| SWISS                      | 1. Genewa 2. Zurych |
| TAP Portugal               | 1. Lizbona |
| TAROM                      | 1. Bukareszt |
| Thai Airways International | 1. Bangkok-Suvarnabhumi |
| TUI fly Deutschland        | 1. Boa Vista 2. Fuerteventura 3. Gran Canaria 4. Hurghada 5. Lanzarote 6. Marsa Alam 7. Sal 8. Teneryfa-Południe Sezonowo: 1. Korfu 2. Dalaman 3. Faro 4. Madera 5. Heraklion 6. Jerez 7. Kos 8. Larnaka 9. Menorka 10. Palma de Mallorca 11. Patras 12. Rodos |
| Tunisair                   | 1. Dżerba 2. Monastyr 3. Tunis |
| Turkish Airlines           | 1. Stambuł Sezonowo: 1. Adana 2. Ankara 3. Antalya 4. Elazığ 5. Gaziantep 6. Hatay 7. Izmir 8. Kayseri 9. Giresun |
| Turkmenistan Airlines      | 1. Aszchabad |
| T'way Air                  | 1. Seul-Inczon |
| United Airlines            | 1. Chicago-O’Hare 2. Denver 3. Houston-Intercontinental 4. Newark 5. San Francisco 6. Waszyngton-Dulles |
| Uzbekistan Airways         | 1. Taszkent |
| Vietnam Airlines           | 1. Hanoi 2. Ho Chi Minh |